# Yun Young-sook
Yun Young-sook (10 de setembro de 1971) é uma arqueira sul-coreana, campeã olímpica.

## Carreira
Yun Young-sook representou seu país nos Jogos Olímpicos em 1988, ganhando a medalha de ouro por equipes em 1988 e a medalha de bronze no individual em 1988. 